# Loligo ocula
Loligo ocula är en bläckfiskart som beskrevs av Cohen 1976. Loligo ocula ingår i släktet Loligo och familjen kalmarer. Inga underarter finns listade i Catalogue of Life.